# Driencourt
Driencourt (picardisch: Dryincourt) ist eine französische Gemeinde mit 80 Einwohnern (Stand 1. Januar 2022) im Département Somme in der Region Hauts-de-France im Norden von Frankreich. Die Gemeinde gehört zum Kanton Péronne.

## Geographie
Die ländliche Gemeinde liegt an der Départementsstraße 181E rund fünf Kilometer nordöstlich von Péronne im Vermandois.

## Geschichte
In Driencourt wurden Reste einer gallo-römischen Villa und unterirdischer Schutzbauten (muche; vgl. Souterrain von Naours) entdeckt.
Im Ersten Weltkrieg wurde die Gemeinde zerstört. Sie erhielt als Auszeichnung das Croix de guerre 1914–1918. Den Wiederaufbau (Mairie-École, Kirche Sainte-Radegonde, Wohnhäuser und Bauernhöfe) führte der Pariser Architekt Jacques Debat-Ponsan (1882–1942) mit seinem Büro aus, der auch beim Wiederaufbau von Péronne tätig war.

## Einwohner
| 1962 | 1968 | 1975 | 1982 | 1990 | 1999 | 2006 | 2010 |
| ---- | ---- | ---- | ---- | ---- | ---- | ---- | ---- |
| 127  | 119  | 97   | 88   | 78   | 85   | 88   | 90   |

## Verwaltung
Bürgermeister (maire) ist seit 2001 Hilde Mascre.

## Sehenswürdigkeiten
- Kirche Sainte-Radegonde